# 五邊石墨烯

開羅五邊形鑲嵌

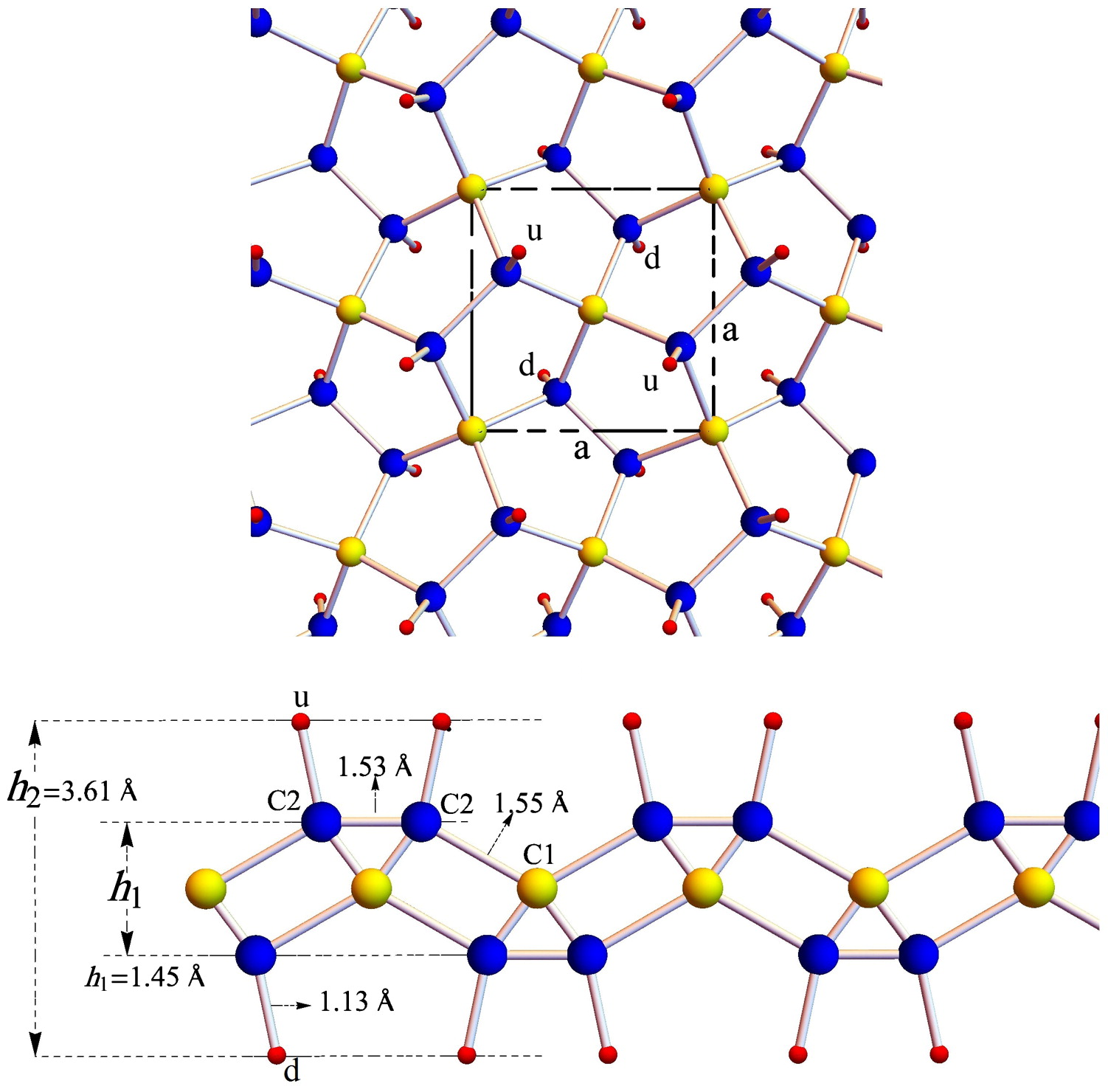
五邊石墨烷的頂視（上）及側視圖（下），藍球和黃球代表不同的碳原子，紅球代表氫原子

五邊石墨烯是一種假設的碳的同素異形體。

## 特性
其分子結構以五邊形組成，形似開羅五邊形鑲嵌。這種形態建基於分析和模擬，在2014年被提出。進一步的計算顯示純粹以此形態存在的碳是不穩定的，但將其氫化後可變得穩定。由於其結構，它罕見地具有負值蒲松比，強度相信比石墨烯高，且據預測它能在高達1000K時仍為化學穩定。
它具有sp2及sp3混成的碳原子。與石墨烯等同素異形體相反，其為絕緣體，具4.1–4.3 eV的間接帶隙。其氫化後的化合物為五邊石墨烷（Penta-graphane），其結構更近似於鑽石，只有sp3混成的碳原子，因此其帶隙更闊，約為5.8 eV。另外，手性五邊石墨烯納米管亦被視為碳的亞穩形態。